# Glenea plagicollis
Glenea plagicollis là một loài bọ cánh cứng trong họ Cerambycidae.